# Christopher Hage
 Der er flere personer med dette navn, se Christopher Friedenreich Hage.
Christopher Friedenreich Hage (28. november 1848 i Lienlund – 16. august 1930 i København) var en dansk politiker, minister og grosserer.
Han blev født på Lienlund nær Nakskov som søn af købmanden Christopher Theodor Friedenreich Hage, som var af en velhavende købmandsfamilie især knyttet til Nakskov og Stege, og Nancy Amalie Margrethe født Hammerich. Hans farfar var købmand i Stege og hed også Christopher Friedenreich Hage.
I 1867 blev han student fra Nykøbing Katedralskole og var 1869-1887 løjtnant i artilleriet. Ved siden heraf læste han statsvidenskab og blev cand.polit. i 1871. I 1874 fik han Københavns Universitets guldmedalje for en afhandling om John Stuart Mill. 
I 1875 etablerede han sig som købmand i Nakskov, men flyttede i 1879 til København som grosserer.
I 1881 blev Hage som liberal højremand valgt til Folketinget for Københavns 7. kreds, men i 1882 brød han med partiet og var herefter uafhængig. I 1883 medvirkede han ved dannelsen af en liberal vælgerforening i København og blev i 1884 genvalgt, men for Venstre.
Han blev ikke genvalgt i 1887, men igen valgt 1890-1903 og en af hovedmændene bag oprettelsen af Venstrereformpartiet i 1895. Han blev finansminister efter systemskiftet i Ministeriet Deuntzer og ved Viggo Hørups død i 1902 tillige trafikminister. I hans ministertid indførtes i 1903 indkomst- og formueskat til staten (med 2,5% som højeste skattesats for indkomst) og samme år en lov om genopførelsen af Christiansborg Slot efter branden i 1884.
Ved etableringen af Det Radikale Venstre i 1905, fortsatte han ikke som minister. I Ministeriet Zahle II var han minister uden portefølje 1916 og siden handelsminister 1916-1920.
Han var Storkorsridder af Dannebrogordenen og Dannebrogsmand, medlem af bestyrelserne for Det Store Nordiske Telegrafselskab og De Puggaardske Legater, formand for Den københavnske Sø-Assurance Forening.
Han blev ikke gift.